# Frederik Žolio
Žan Frederik Žolio (fr. Joliot, Jean-Fréderic; 19. mart 1900 — 14. avgust 1958), francuski naučnik; poznat po veoma značajnim otkrićima iz oblasti nuklearnih nauka i kao suprug Irene Žolío-Kírí, ćerke Marije Kiri.
Posle završenih studija u Parizu radio je prvih nekoliko meseci kao inženjer u jednoj čeličani, a zatim, od 1925. g. u Institutu za radijum u Parizu. Doktorirao je 1930. g. iz oblasti elektrohemije radioelemenata.
Za otkriće veštačke radioaktivnosti i naučne radove iz ove oblasti on i njegova supruga Irena dobili su Nobelovu nagradu 1935. godine.
Dve godine docnije Frederik Žolio je prešao na Sorbonu na Katedru za nuklearnu hemiju. Ovde je postao i lider francuskog programa za atomsku energiju. Jedno od značajnih otkrića koje je učinio Frederik Žolio sa svojim saradnicima bio je dokaz fisije urana, kao i otkriće lančane reakcije fisije.
Za vreme II svetskog rata ostao je u Francuskoj i posvetio se ispitivanju primene radioizotopa u biologiji, a uzeo je i vidnog učešća u francuskom pokretu otpora protiv okupatora.
Posle rata posvetio se reorganizaciji francuske nauke i osnivanju Francuske komisije za atomsku energiju. Međutim, 1950. g. je smenjen sa položaja koje je imao u toj komisiji s obzirom na političku aktivnost pošto je bio istaknut aktivni član francuske Komunističke partije.
Sem na naučnom polju, bio je veoma aktivan i kao naučnik-političar. Bio je prvi predsednik Svetske federacije naučnih radnika i Svetskog saveta za mir. Imao je vrlo vidnog učešća u osnivanju Komisije za atomsku energiju Ujedinjenih nacija i u UNESCO.